# Stiriinae
Sous-famille
La sous-famille des Stiriinae regroupe des lépidoptères (papillons) nocturnes de la famille des Noctuidae.

## Liste des genres et espèces
Selon NCBI (19 juin 2021) :
- Angulostiria
  - Angulostiria chryseochilus
- Bistica
  - Bistica noela
- Panemeria
  - Panemeria jocosa
  - Panemeria tenebrata
- Xanthothrix
  - Xanthothrix ranunculi

Selon BioLib (19 juin 2021) :
- Metaegle Hampson, 1908
  - Metaegle subfumata (Staudinger, 1891)